# Geyer (Německo)
Geyer je město v německé spolkové zemi Sasko ve středu zemského okresu Krušné hory. Má přibližně 3 300 obyvatel. Nachází se ve střední části německých Krušných hor v údolí řeky Geyerbach zhruba 8 km severozápadně od města Annaberg-Buchholz a zhruba 20 km jižně od Chemnitz.

## Název
Jméno města je odvozeno od středo-hornoněmeckého slova pro supa „gir“. V roce 1395 se tak zmiňuje místo v rámci zmínky „zum Gire“, v roce 1446 se objevuje tvar Gyer, dále v roce 1490 Geyr.

## Historie

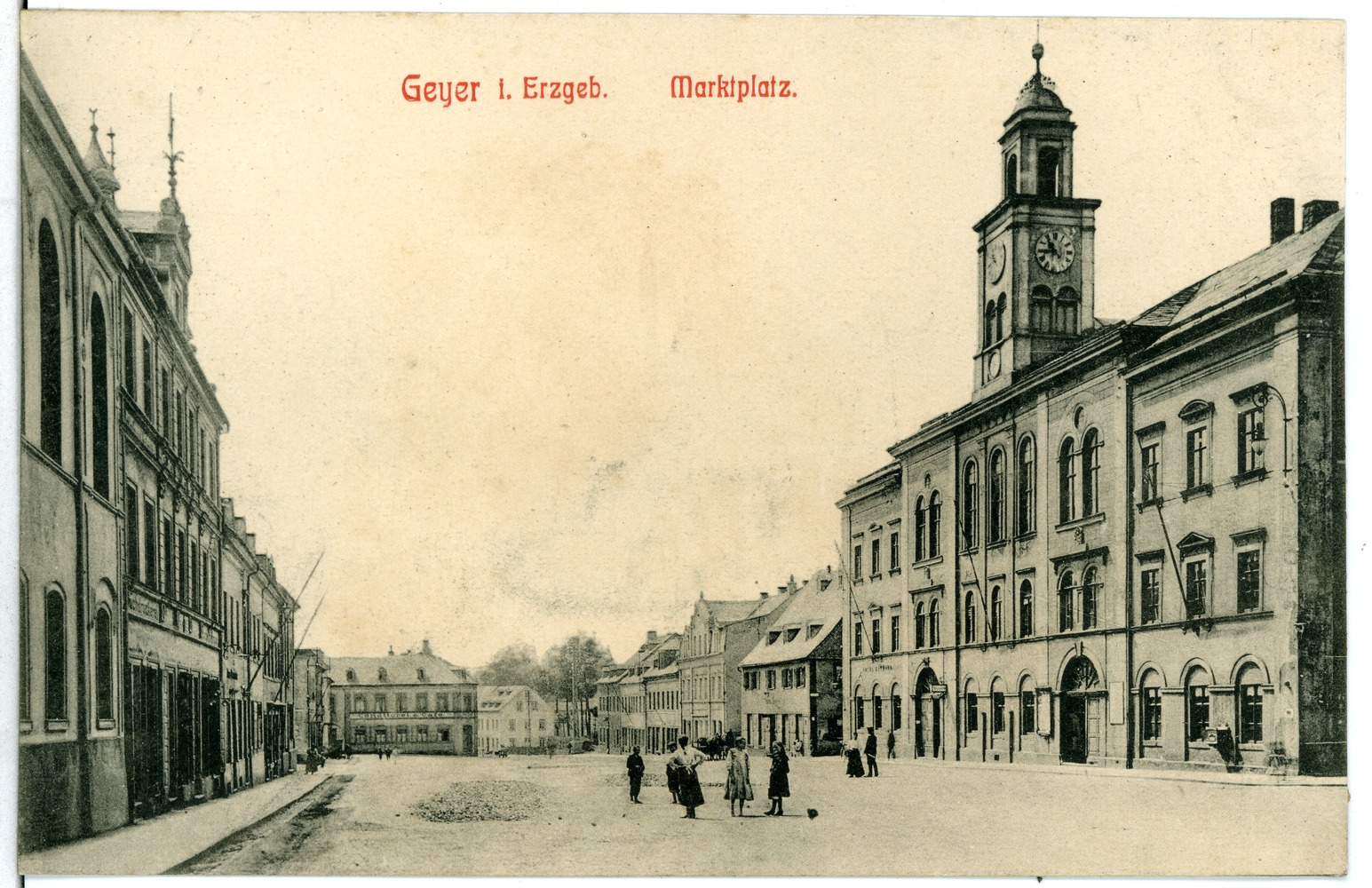
Pohlednice zachycující náměstí Altmarkt v roce 1910 s budovou třetí radnice před vyhořením

První písemná zmínka o městě pochází z roku 1381, ovšem hornická činnost v oblasti probíhala již o několik desetiletí dříve. V roce 1407 získává Geyer právo pořádat menší trh, v roce 1453 právo várečné a v roce 1467 je zmiňován jako město s právem pořádat velké trhy. V první polovině 16. století do města přichází reformace a v roce 1566 se ve městě usazuje významný renesanční stavitel a bývalý starosta Lipska Hieronymus Lotter, který organizoval přestavbu budovy staré lipské radnice.
Vlivem intenzivní těžby v místním dolech proběhly na začátku 18. a 19. století dva velké propady, jejichž vlivem vznikla místa pinka, kterou dnes vede turistická stezka. Začátkem 19. století se zde začal rozvíjet textilní průmysl a vznikaly první přádelny. Tento rozvoj je spojen s osobou velšského průmyslníka Evana Evanse, který sem v roce 1809 přemístil svou dílnu.
V druhé polovině 19. století se město dále rozvíjelo. Poté, co ho v roce 1854 zasáhl velký požár, byla postavena řada nových budov včetně nové, v pořadí třetí, radnice a řady místních škol. V roce 1888 bylo po dvou letech budování město napojeno na úzkorozchodnou železniční dráhu do Schönfeldu, části obce Thermalbad Wiesenbad. V 90. letech 19. století pak byl zřízen vodovod a rozvod elektřiny. 
Rozvoj pokračoval i na začátku 20. století, kdy byla postavena pošta a v rámci rozvoje sítě Thumských úzkorozchodných železnic byl poblíž města postaven Greifenbachský viadukt, největší úzkorozchodný železniční most v Německu. V roce 1914 vyhořela po zásahu bleskem radnice, která byla nahrazena v roce 1920 další, v pořadí čtvrtou, radnicí. 
Po druhé světové válce bylo zřízeno v městské strážní věži muzeum. Ke konci 60. let byl ukončen provoz na místní železniční dráze a mezi lety 1972 až 1973 byla vztyčena poblíž města nová dominanta v podobě televizního vysílače Geyer s výškou 192,85 m.

## Obyvatelstvo
| Rok            | 1834  | 1871  | 1890  | 1910  | 1925  | 1939  | 1946  | 1950  | 1964  | 1990  | 2000  | 2010  | 2020  |
| -------------- | ----- | ----- | ----- | ----- | ----- | ----- | ----- | ----- | ----- | ----- | ----- | ----- | ----- |
| Počet obyvatel | 2 011 | 4 143 | 5 305 | 6 451 | 6 435 | 6 451 | 6 085 | 6 971 | 6 293 | 4 596 | 4 372 | 3 848 | 3 385 |

## Pamětihodnosti a kultura
- Budova radnice – budova z roku 1920.[7]
- Kostel sv. Laurentia – hlavní kostel s klášterem a opevněnou věží původem z 15. století přestavěný v roce 1506.[8]
- Kostel sv. Wolfganga – malý špitální kostel původem z roku 1540.[9]
- Památník úzkorozchodné železnice – lokomotiva řady IV K, několik osobních i nákladních vozů, technické vybavení nádraží a výstava železničních modelů.
- Poštovní sloup (milník) – na náměstí, z roku 1730.
- Věžové muzeum – v 7patrové budově historické 42 m vysoké strážní věže pocházející z 14. století. Expozice o hornictví, minerálech a historii města.
- Zámeček Lotterhof – renesanční stavba z roku 1566 postavená renesančním stavitelem Hieronymem Lotterem.[7]

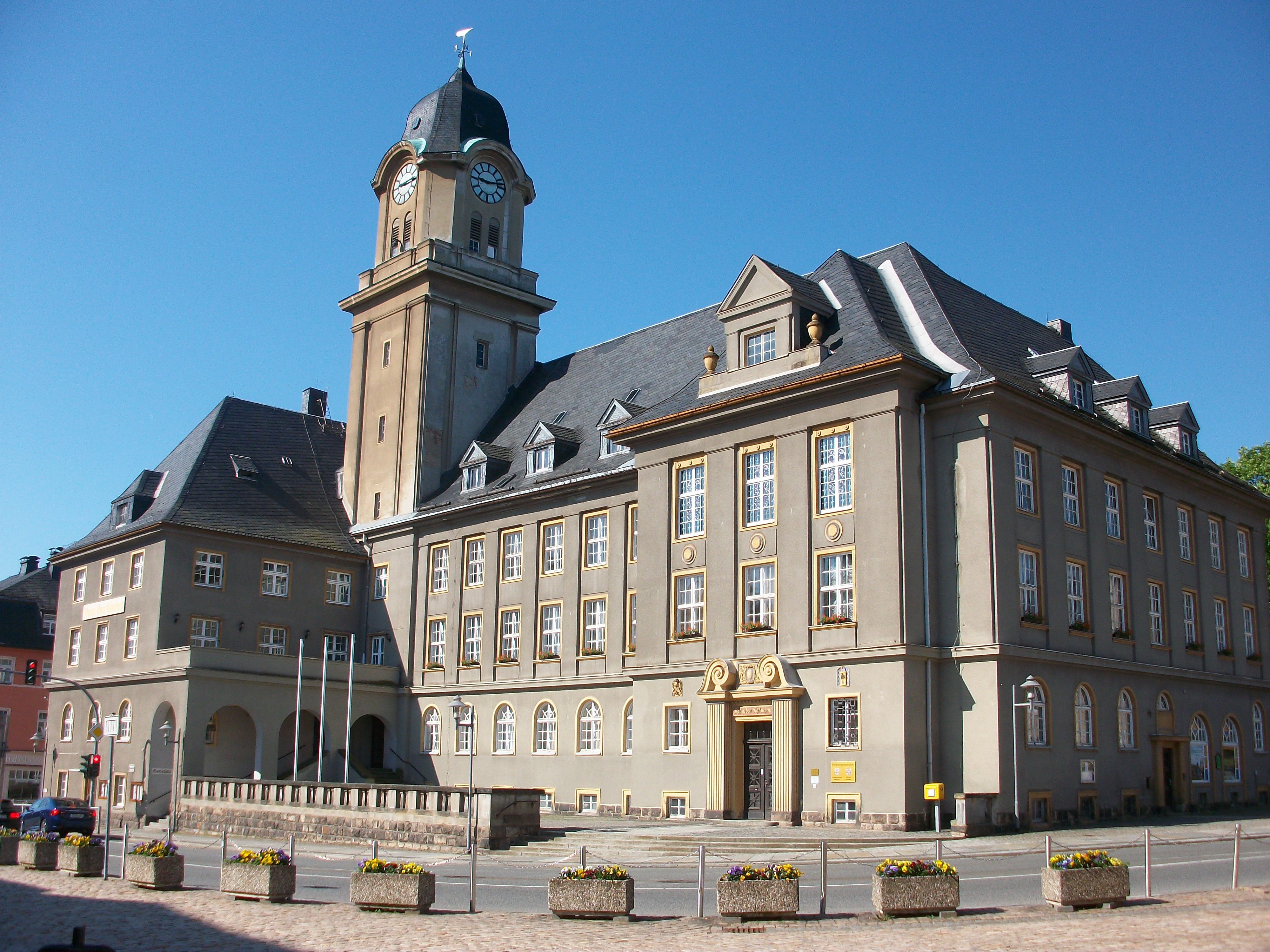
Radnice
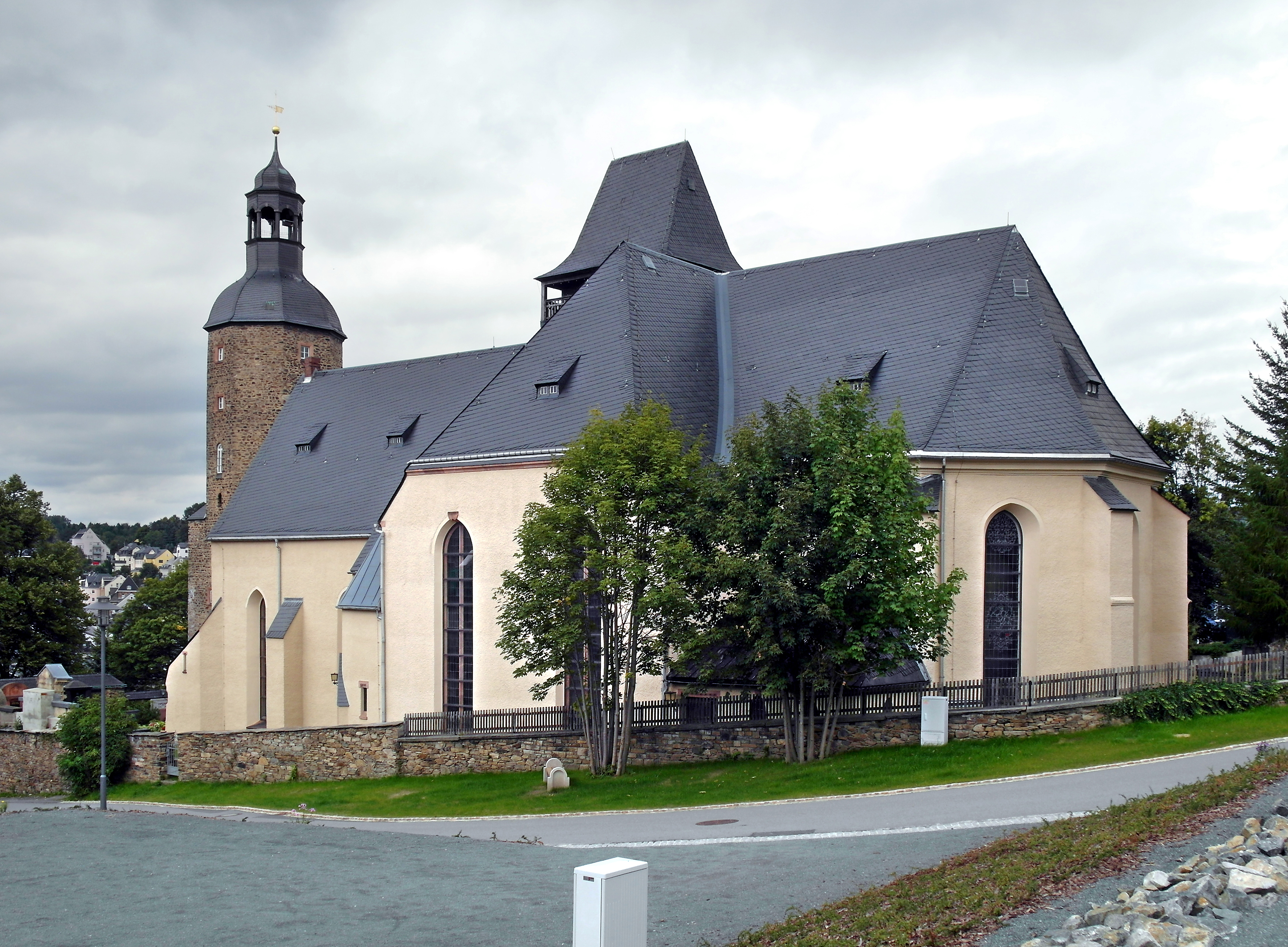
Kostel sv. Laurentia se Strážní věží v pozadí
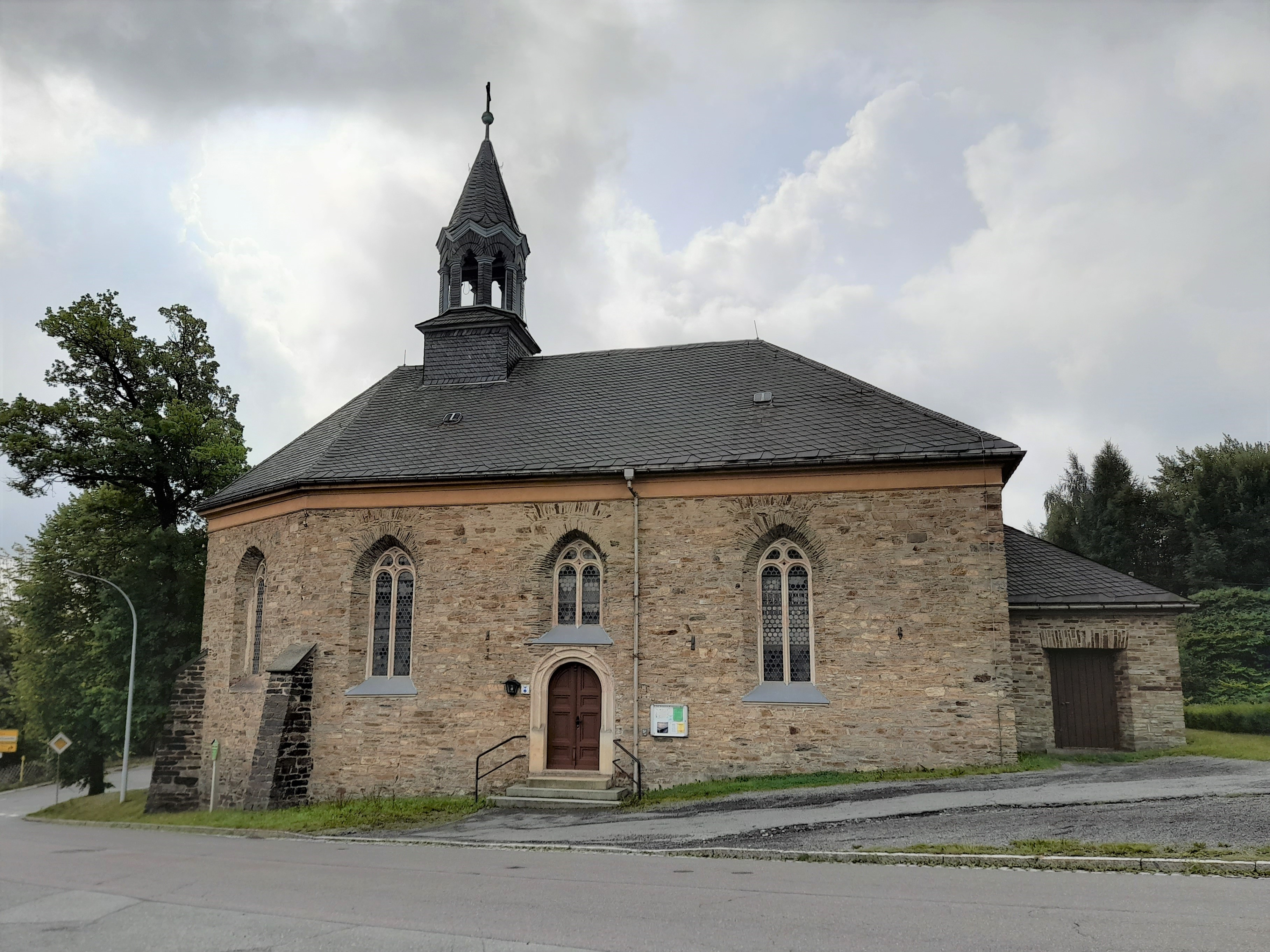
Kostel sv. Wolfganga
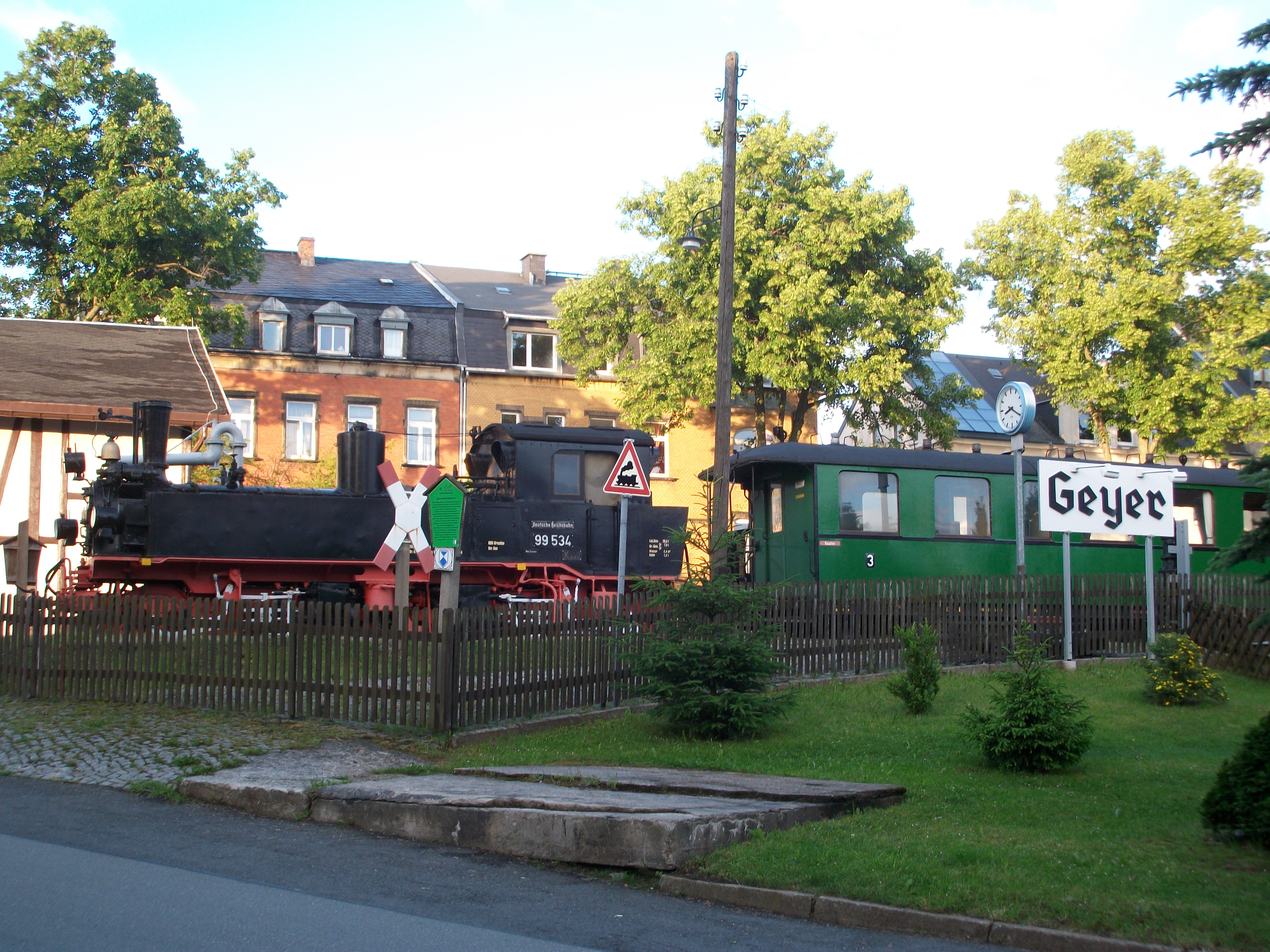
Památník úzkorozchodné železnice s parní lokomotivou
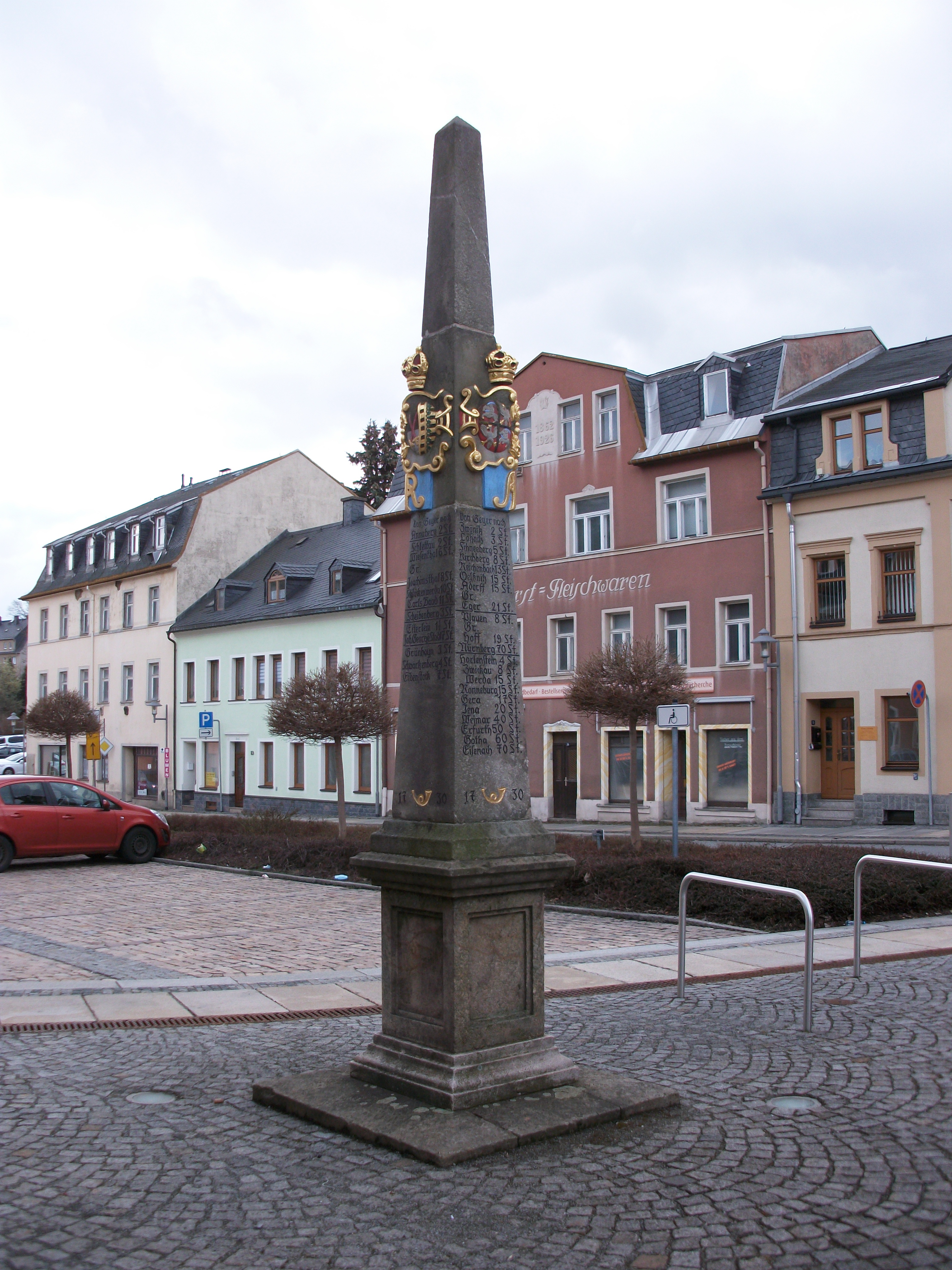
Poštovní milník na náměstí
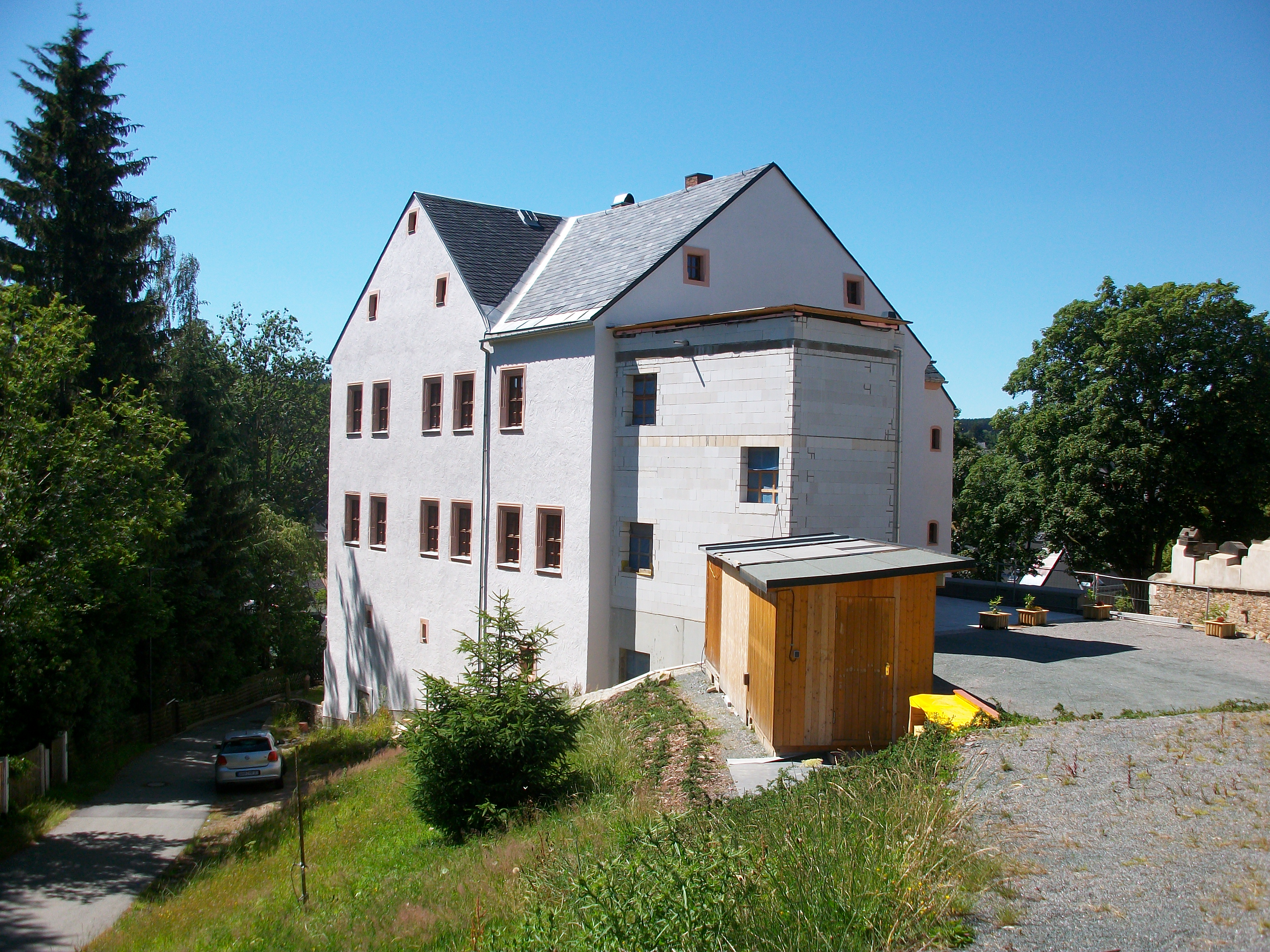
Lotterhof

## Osobnosti
- Kuno Klötzer (1922–2011) – fotbalista
- Terence Weber (1996) – lyžař severské kombinace

## Partnerská města
- Schwarzenbruck, Německo (1990)
- Markt Zellingen, Německo (1990)